# Robert Farnan
Robert E. Farnan (* 11. Juni 1877 in New York City; † 10. Januar 1939 ebenda) war ein amerikanischer Ruderer. 
Robert Farnan und Joseph Ryan vom Seawanhaka Boat Club aus Brooklyn gewannen bei den Olympischen Spielen 1904 in St. Louis im Zweier ohne Steuermann mit vier Bootslängen Vorsprung vor John Mulcahy und William Varley, den Olympiasiegern im Doppelzweier. 
1905 gewannen Farnan, Ryan den US-Titel im Vierer ohne Steuermann. In diesem Vierer ruderte auch Jamie McLoughlin, der 1904 Olympiazweiter im Doppelzweier geworden war.